# Daniel Carlisle
Daniel Thomas „Dan“ Carlisle (* 14. Dezember 1955 in Houston) ist ein ehemaliger US-amerikanischer Sportschütze.

## Erfolge
Daniel Carlisle nahm an den Olympischen Spielen 1984 in Los Angeles und 1988 in Seoul teil. 1984 erzielte er im Trap mit 192 Punkten ebenso wie Luciano Giovannetti und Francisco Boza die höchste Punktzahl des Wettbewerbs. Im anschließenden Stechen auf 25 Ziele traf Carlisle lediglich 22, während Boza auf 23 Treffer kam und Giovannetti auf 24. Damit erhielt Carlisle die Bronzemedaille. 1988 belegte er im Trap den neunten Platz, während er im Skeet als Viertplatzierter knapp einen weiteren Medaillengewinn verpasste.
1975 in München und 1978 in Seoul wurde Carlisle Weltmeister mit der Trap-Mannschaft, 1977 in Antibes und 1982 in Caracas sicherte er sich mit der Skeet-Mannschaft den Titel. 1982 wurde er zudem Weltmeister in der Skeet-Einzelkonkurrenz. Ein Jahr darauf gewann er im Trap im Einzel Bronze und mit der Mannschaft seinen nunmehr sechsten Titel. 1987 belegte er mit der Trap-Mannschaft den dritten Platz. Bei den Panamerikanischen Spielen 1975 in Mexiko-Stadt und 1983 in Caracas gewann er im Trap jeweils die Goldmedaille. 1987 gelang ihm der Titelgewinn in Indianapolis mit der Skeet-Mannschaft. 
Carlisle diente lange Jahre in der US Army als Schießausbilder der Scharfschützeneinheiten. Nach seinem aktiven Dienst arbeitete er weiter als Schießtrainer und war unter anderem bei den Olympischen Spielen 2008 Nationaltrainer des US-amerikanischen Teams. Er war mit der Sportschützin Terry Carlisle verheiratet. 